# دانيال سكوت (كاتب)
دانيال سكوت (بالإنجليزية: Daniel Scott)‏ هو كاتب أمريكي، ولد في 17 نوفمبر 1963 في ميلتون في الولايات المتحدة.